# Morava (reka)
Reka Morava (češ. Morava) u Češkoj je najveća reka Moravske, kojom protiče otprilike u smeru sever—jug. Osim kroz Češku, protiče i kroz Slovačku i Austriju (mada kroz ove dve države samo granično).

## Podaci o reci
Visina izvora: 1 380 m
Dužina toka: 354 km
Protok:
Vlaské 1,96 m³/s
Raškov 6,27 m³/s
Moravičany 17,80 m³/s
Olomouc 27,10 m³/s
Kroměříž 51,30 m³/s
Spytihněv 55,40 m³/s
Strážnice 59,60 m³/s
Lanžhot 65,00 m³/s
ušće 120,00 m³/s
Površina sliva: 26 658 km²
Morava izvire pod vrhom Kralicki Snježnik, na nadmorskoj visini 1 380 metara u uređenom studencu. U južnom delu Kralickog Snježnika, prima nekoliko potoka. Ovde je to brz i snažan planinski potok, dok je već nešto niže to rečica sa brzom čistom vodom. U planinama Jeseniki Morava dobija tri veće pritoke: Krupa, Brana i Desna. Onda protiče preko Branenske visoravni, pa pored Zabreha, gde se u nju uliva Moravska Sazava. Onda dolazi prvi meandrirlajući usek Litovelsko Pomoravlje. U ovom delu se u Moravu uliva Trebuvka, Oskava, Sitka i Trusovicki potok. Morava onda protiče kroz najveći grad Hane Olomouc. U Troubkama kod Prerova se u Moravu uliva Bečva, koja donosi vode iz južnog dela Moravskošležijskih Beskida (Beskidi). Od Otrokovica je izgrađen Batin kanal. Onda reka protiče preko Moravske Slovačke. I tu se nalazi drugi meandrirajući usek između Bzenec Privoz i Rohatec, kde Morava protiče područjem Moravske Sahare. Tu, kod mesta Rohatec, tok reke počinje da bude češko-slovačka državna granica. Ovu granicu predstavlja sve do najjužnije tačke Češke Republike (na području grada Lanžhot), kde u nju uliva reka Dija. Morava onda teče na jug, sve do ušća u Dunav kod Djevina i predstavlja austrijsko-slovačku državnu granicu.
Glavne pritoke su: Krupa, Brana, Desna, Moravska Sazava, Bečva, Hana, Drevnice, Olšava, Velička, Dija, Mijava (u Slovačkoj).
Na području Moravske protiče npr. kroz Litovel, Olomouc, Kromjeržiž, Otrokovice, Napajedla, Uherske Hradište, Uherski Ostroh ili Veseli nad Moravom.

## Uređenost toka
Morava je jedna od najuređenijih reka u Češkoj. Svi meandri, osim dva, sređeni su i skraćeni. Kao prevencija protiv poplava služe brojni nasipi i rukavci za prijem vode.

## Poplave 1997
Poplave u julu 1997. su bile najveće poplave od osamostaljenja Češke Republike (1993) Odnele su 25 ljudskih života i napravile štete u vrednosti 2,25 mlrd €. Do poplava je došlo usled nenormalnih padavina u planinama Jeseniki. Zbog Morave i Odre koje su se izlile iz korita, moralo je biti evakuisano preko 250 naselja.